# Basilicata
La Basilicata és una regió d'Itàlia meridional. La capital és Potenza.

## Història
Antigament formà part de la regió anomenada Lucània. Després d'ésser colonitzada pels grecs, formà part de l'Imperi Romà, i quan aquest declinà, fou envaïda pels gots, els longobards, els romans d'Orient i (s. XII) els normands. Unida posteriorment (s. XV) al regne de Nàpols, experimentà la decadència general del període dels darrers Àustria, durant el qual el motí de Masaniello (1647-48) repercutí també a la Basilicata. Després de l'ocupació napoleònica (1806-15), seguí la sort del regne de les Dues Sicílies, fins a l'annexió d'aquest al regne d'Itàlia. El 1980 un terratrèmol afectà greument la regió.

## Orografia
S'estén de nord a sud des del riu Ofanto fins a Calàbria, i entre el golf de Tàrent i el golf de Policastro; és constituïda per blocs calcaris, plecs de conglomerats durs, conques excavades al flysch i margues del Triàsic i del Pliocè, molt perjudicades pels terratrèmols. La part occidental és travessada per l'Apení Lucà (mont Sirino, 2.005 m), que s'escalona cap al golf de Tàrent. L'àrea de turons oriental, d'uns 600 m, és constituïda per materials sedimentaris sense bosc i amb forta erosió; cap al nord s'eleva el mont Vulture (1.330 m), antic volcà amb llacs de cràter. Els rius són de caràcter torrencial: Bradano, Basento, Agri i Sinni, i corren per amples valls plenes d'esbaldregalls vers la mar Jònica.

## Clima
Les pluges són notables a l'àrea muntanyosa occidental; a Potenza, 11,2 °C de temperatura mitjana i 916 mm de pluja anual. La vegetació natural dominant és la màquia mediterrània a la terra baixa fins als 400 m, el bosc mixt de caducifolis (en el qual predominen roures i castanyers) a la muntanya mitjana fins als 1.000 m, i la fageda i el bosc de coníferes (generalment de pi negre) a altituds compreses entre els 1.000 i els 2 000 m; en els cims més alts hom pot trobar encara un prat semblant a l'alpí.

## Economia
L'agricultura és el principal recurs econòmic (blat, tabac, oli, bleda-rave, fruita), amb producció inferior a les planes del nord, malgrat el dessecament d'extenses àrees d'aiguamolls costaners. La ramaderia, constituïda per l'oví, el boví i el cabrum es nodreix de les pastures de muntanya. La indústria és limitada (tèxtil i alimentària), encara que el descobriment de gas metà a Pisticci, Ferrandina i Tramutola obrí nous horitzons al desenvolupament industrial de la regió, travessada per la línia ferroviària Nàpols-Tàrent-Bríndisi.

## Població
La població de Basilicata ha augmentat poc els últims 150 anys a causa de la malària, el còlera i l'emigració, sobretot cap a Amèrica, però actualment es dirigeix vers la Itàlia industrialitzada. Les ciutats principals són Potenza i Matera, capitals de les dues províncies homònimes que constitueixen administrativament la regió.

## Divisions administratives

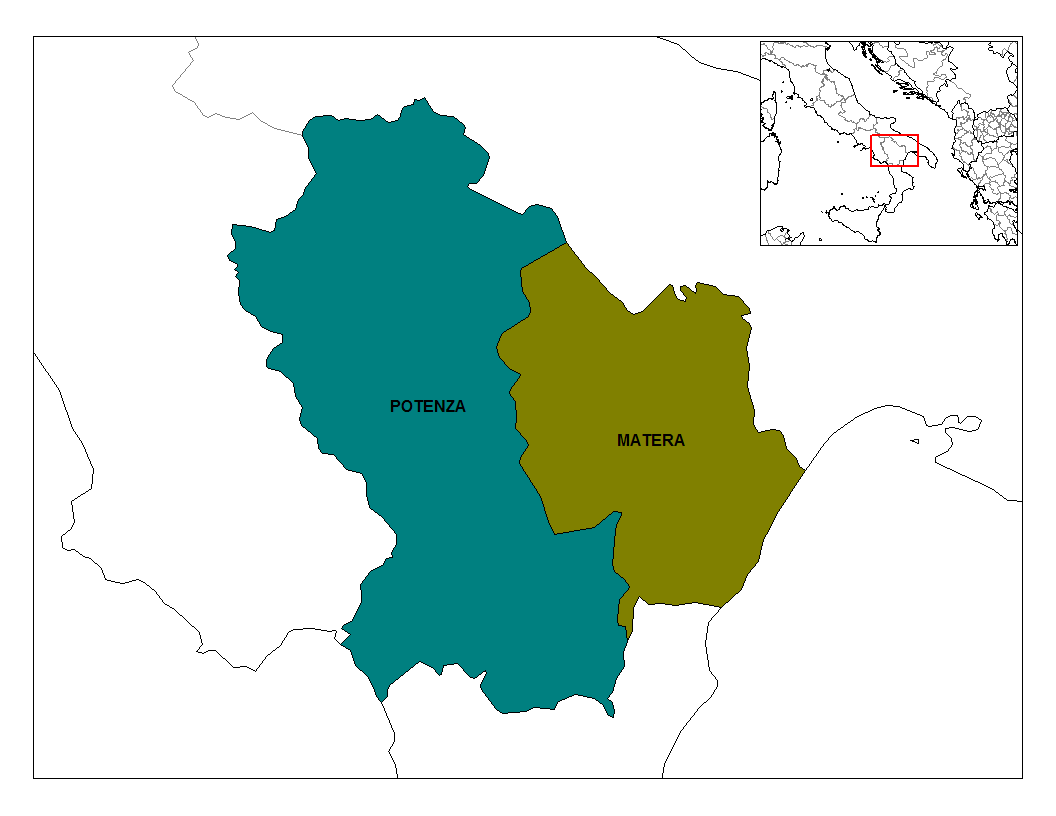
Províncies de Basilicata.

La regió es divideix en dues províncies: Província de Potenza i Província de Matera. Formen part del seu territori un total de 131 municipis.
| Província            | Superfície (km²) | Habitants | Densitat (hab./km²) |
| -------------------- | ---------------- | --------- | ------------------- |
| Província de Matera  | 3.447            | 203.837   | 59,1                |
| Província de Potenza | 6.545            | 387.107   | 59,1                |

## Galeria fotogràfica

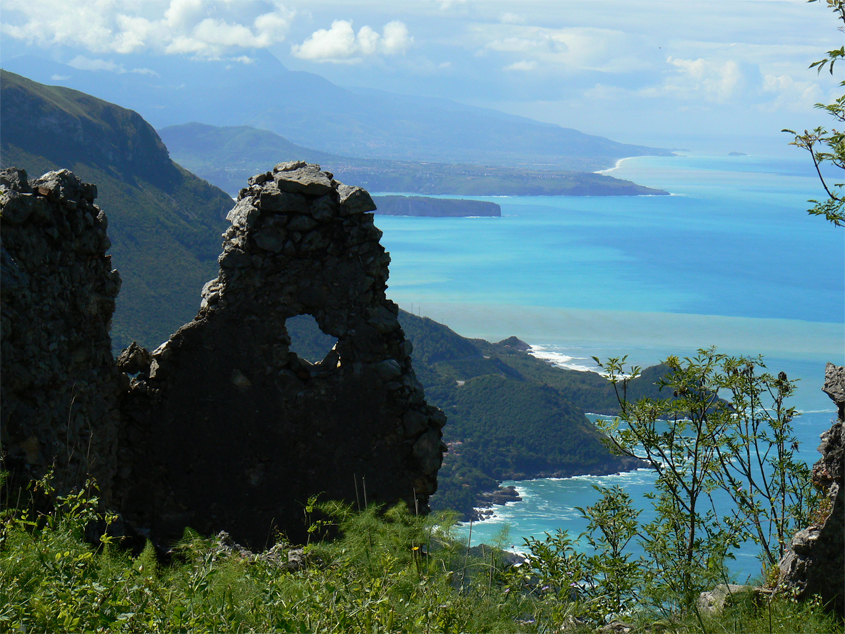
Maratea
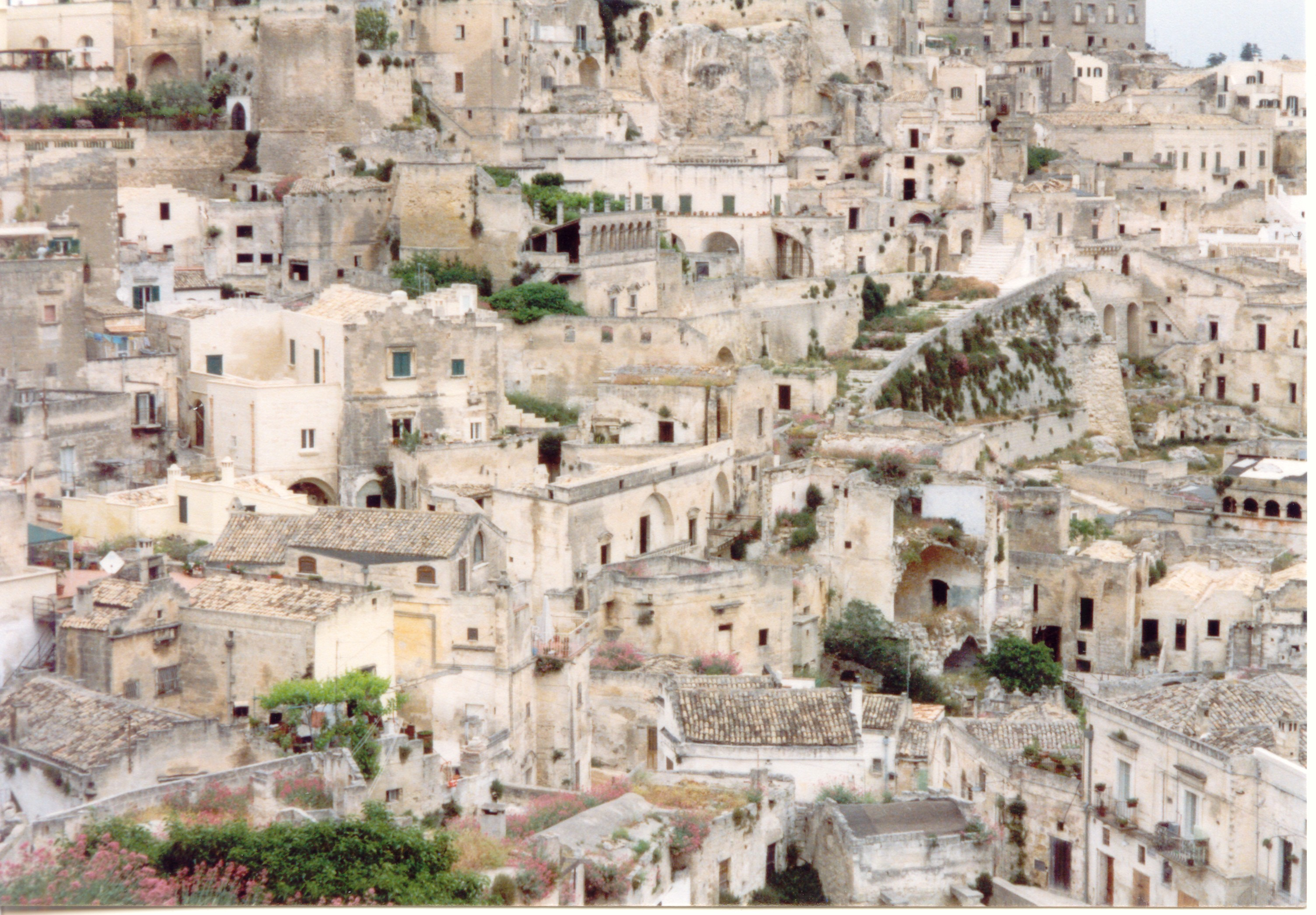
Matera
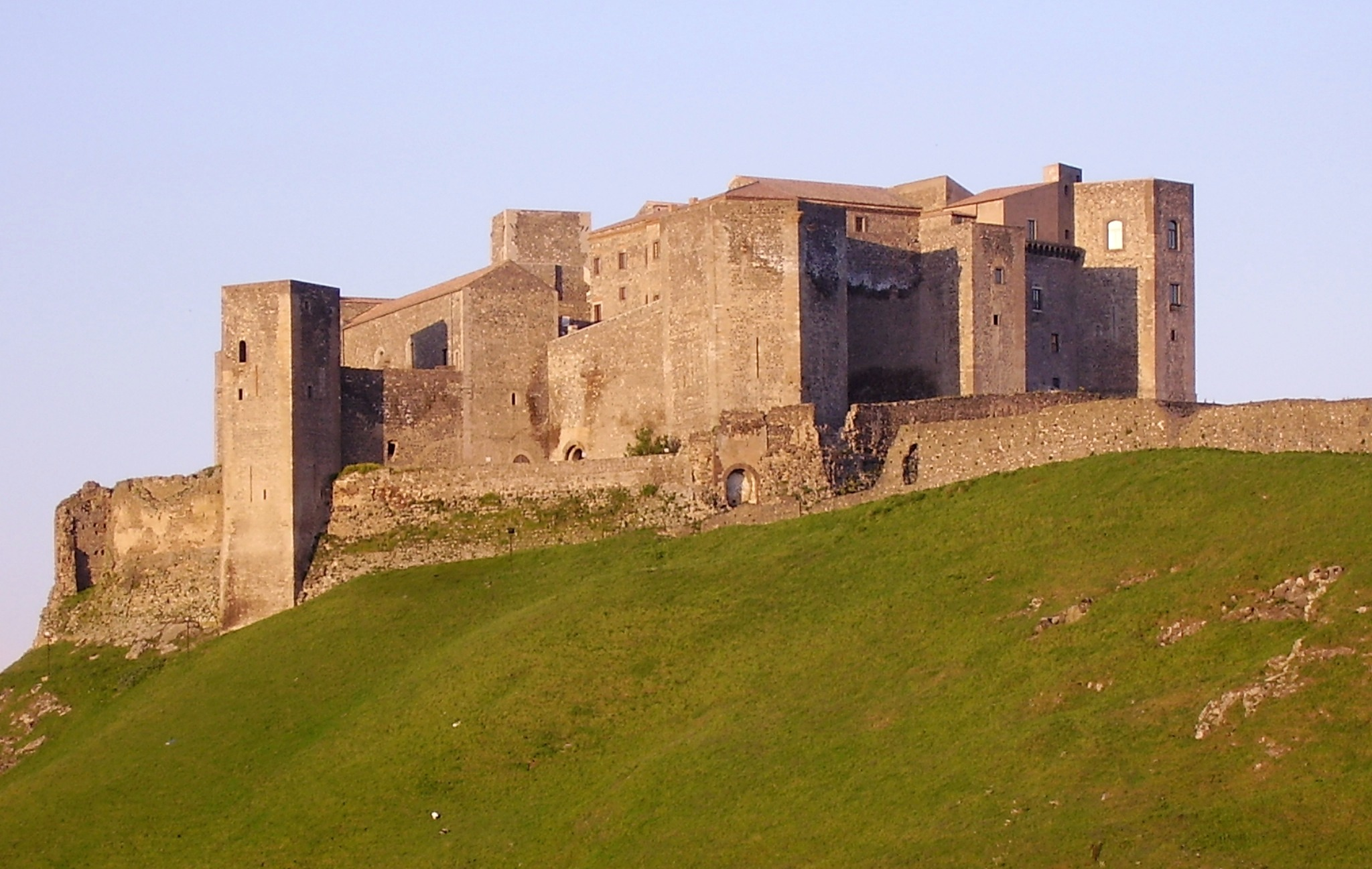
Castell de Melfi
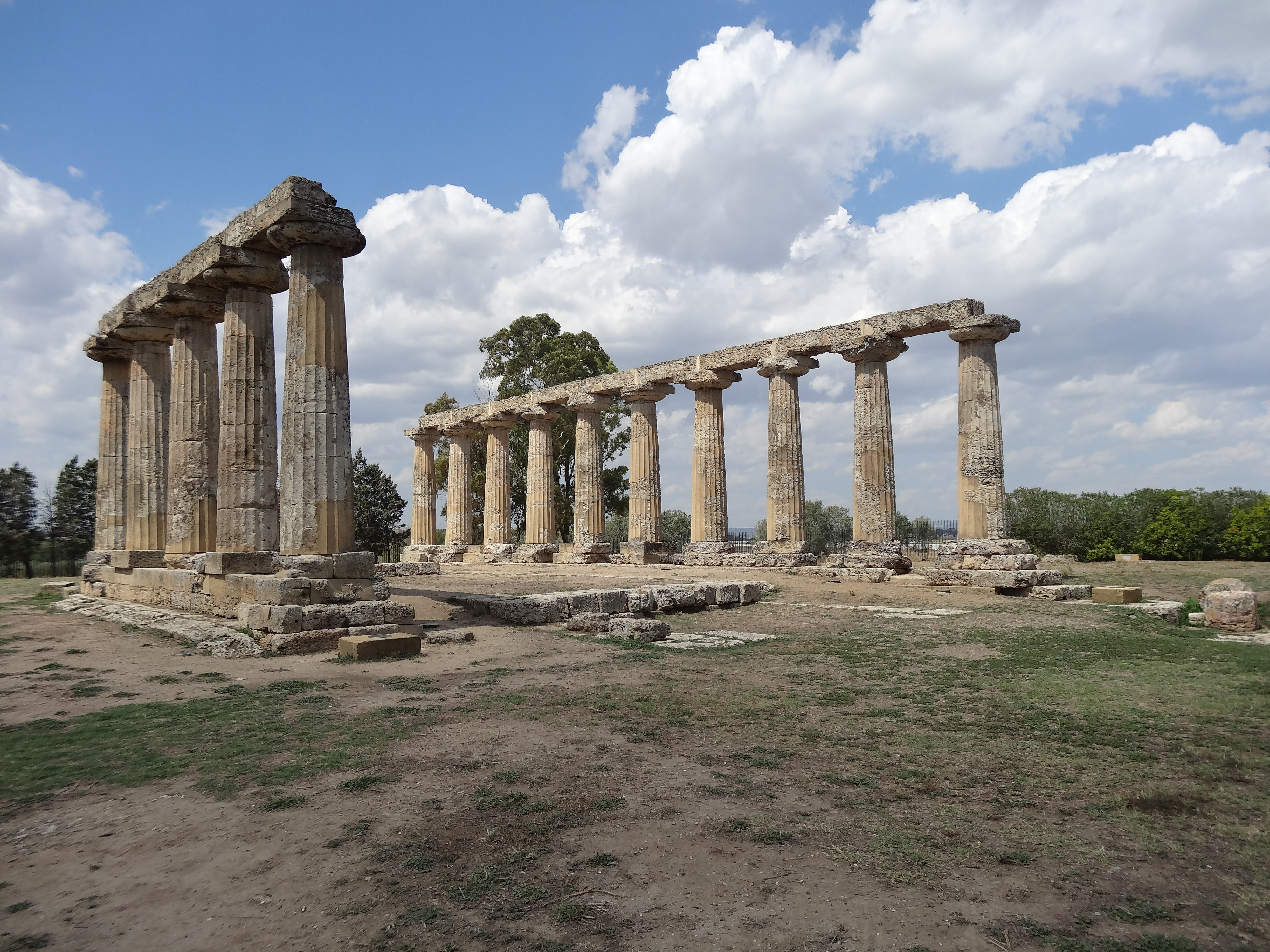
Metaponto
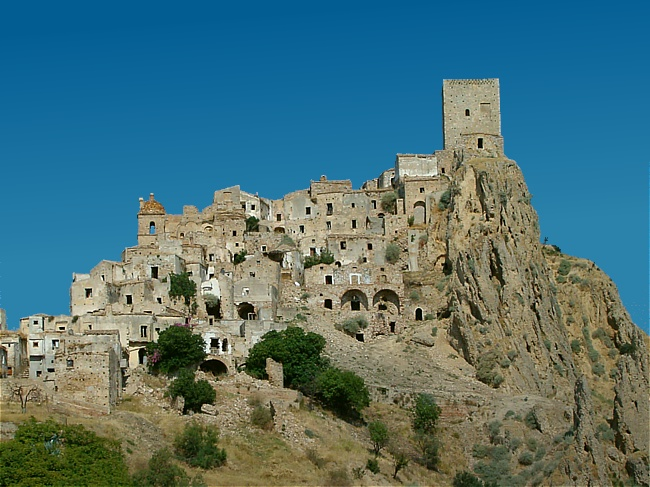
Craco
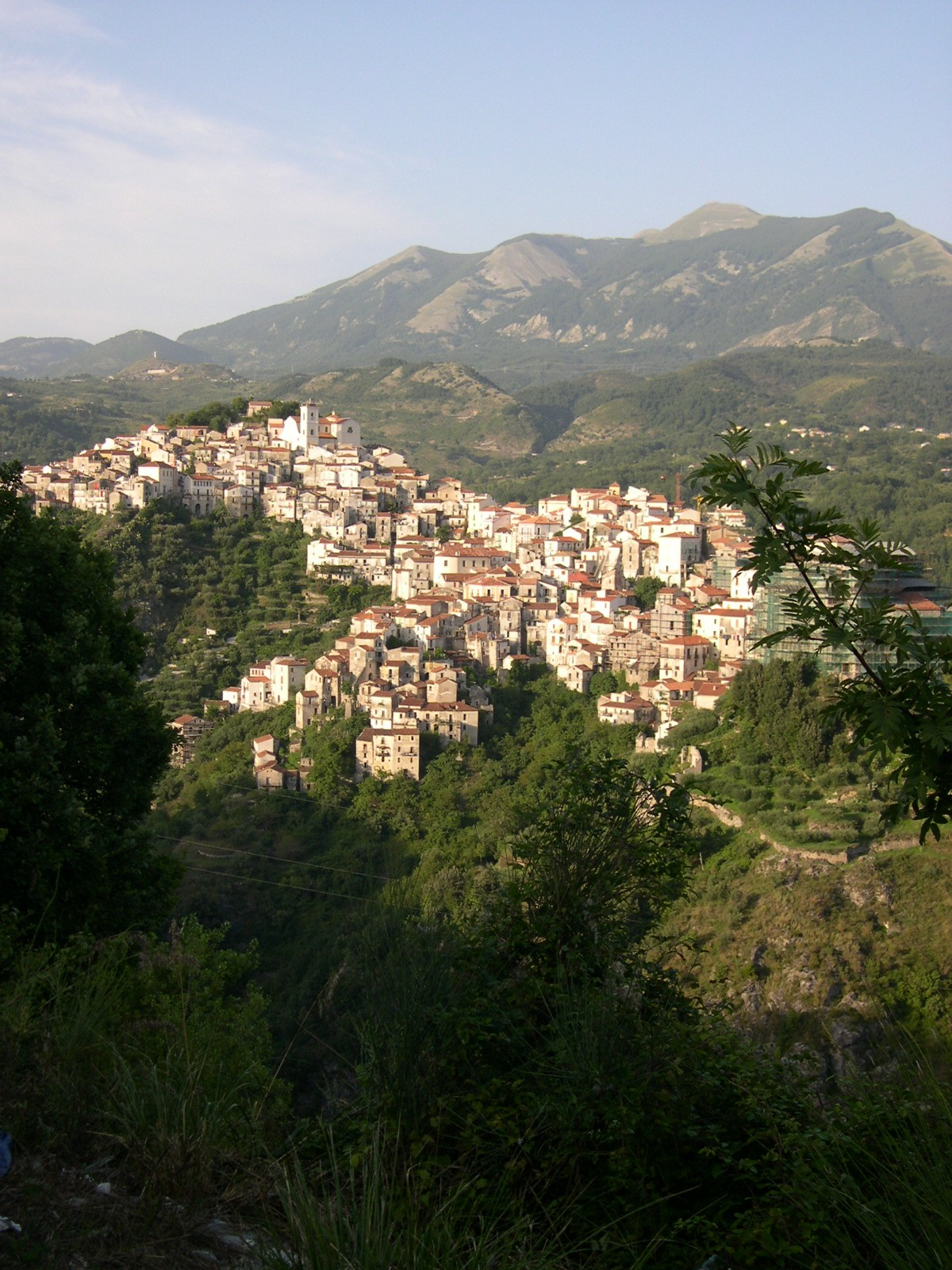
Rivello
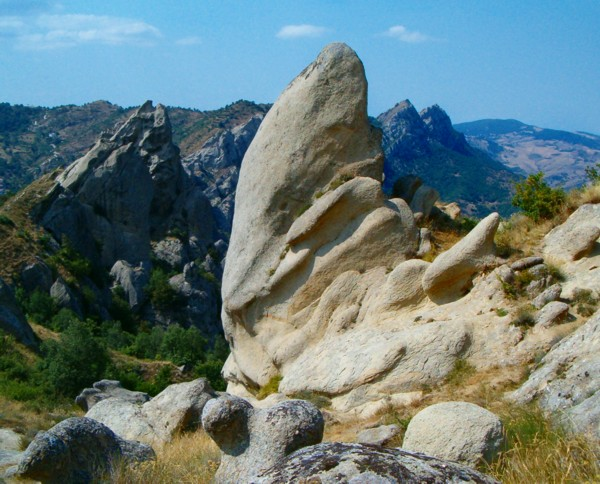
Dolomiti Lucane